# Международный аэропорт имени Пьера Эллиота Трюдо
Международный аэропорт Монреаль имени Пьера Эллиота Трюдо (фр. Aéroport international Pierre-Elliott-Trudeau de Montréal; англ. Montréal-Pierre Elliott Trudeau International Airport , часто называемый просто Монреаль-Трюдо) — единственный пассажирский аэропорт Монреаля, расположен в его пригороде Дорвале.
До 1 января 2004 года аэропорт носил название «Международный аэропорт Монреаль-Дорваль», когда был переименован в честь выдающегося премьер-министра Канады Пьера Эллиота Трюдо.

## История
Появление Дорвальского аэропорта стало необходимостью в начале 40-х годов, когда бывший в то время первым гражданский аэропорт Сен-Юбер уже не отвечал требованиям растущей монреальской авиации. Министр транспорта велел выделить для строительства ипподром в Дорвале. Аэропорт начал свою деятельность 1 сентября 1941 года обслуживая три взлётно-посадочные полосы. С 1946 года аэропорт принимал около четверти миллиона пассажиров в год, в середине 1950-х — больше миллиона. В ноябре 1960 аэропорт получил официальное название «Международный аэропорт Монреаль-Дорваль» и 15 декабря министр транспорта торжественно открыл новое здание аэровокзала. Стоимостью в 30 миллионов долларов оно стало самым большим в Канаде и одним из самых больших во всем мире. Дорвальский аэропорт стал главными воздушными воротами Канады для связи с Европой.
Десятилетием позже аэропорт требовал серьёзного расширения. Принимая во внимание возрастающий трафик полетов и ограничения на развитие аэропорта в городской среде, канадское правительство решило построить аэропорт в Сен-Сшоластик (Мирабель (аэропорт)) чтобы уменьшить нагрузку на Дорваль. Новый аэропорт Мирабель стал обслуживать международные рейсы, а в Дорвале сосредоточились внутренние рейсы и рейсы в США. Однако проект создания аэропорта далеко за чертой города оказался нерезультативным. Поэтому с 2004 года Мирабель занимается только перевозкой грузов, а Монреаль-Трюдо стал единственным пассажирским аэропортом Монреаля.
В декабре 1986 года федеральное правительство заявило о создании общей структуры регулирующей действия двух аэропортов. Так была создана некоммерческая организация «Аэропорты Монреаля» (Aéroports de Montréal).
1 января 2004 года «Монреаль-Дорваль» был переименован в честь бывшего премьер-министра Канады Пьера Эллиота Трюдо.

## Перевозчики и пункты назначения
Из Монреаль-Трюдо вылетают самолеты в более чем 100 точек мира на пяти континентах. По данным транспорта Канады, это четвёртый по значению аэропорт страны после Торонто-Пирсон, Калгари и Ванкувера.

### Авиакомпании
Внутренние рейсы (гейты 1—51)
- Air Canada, Air Canada Jazz,Air Creebec, Air Georgian, Air Inuit, Air Labrador, Air Transat, First Air, Porter Airlines, Provincial Airlines, Sunwing Airlines, Westjet Airlines

Международные рейсы (гейты 52—61)
- Air Algérie
- Air Canada, Air Transat, CanJet, Skyservice, Sunwing Airlines, WestJet Airlines
- Air France, Air Saint-Pierre, Corsairfly
- British Airways, Thomas Cook Airlines
- Cubana
- EgyptAir
- Jet X

- KLM
- Lufthansa
- Mexicana
- Olympic Airlines
- Royal Air Maroc
- Royal Jordanian
- SATA Air Açores

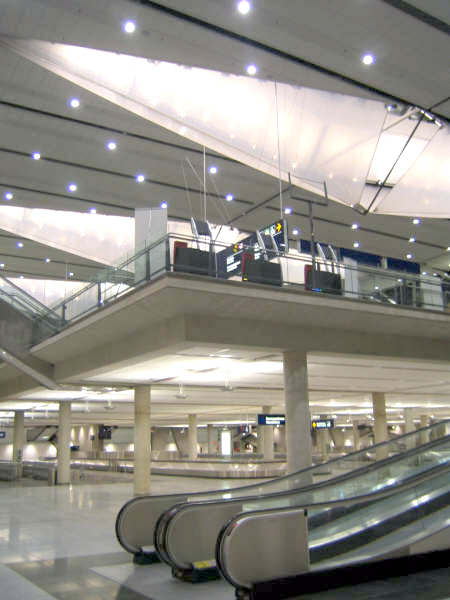
Зал прилета

- Swiss International Air Lines

Рейсы в США (гейты 72—89)
- Air Canada, Air Canada Jazz, Air Transat, Sunwing Airlines, Westjet Airlines
- American Airlines, Continental Airlines, Delta Air Lines, Northwest Airlines, United Airlines, US Airways